# Grote coalitie
Een grote coalitie is een coalitieregering waarin beide of alle grote partijen vertegenwoordigd zijn, en die daardoor een grote meerderheid in het parlement heeft. In Nederland of België zou dat enkele decennia geleden een regering geweest zijn met socialisten, liberalen en christendemocraten.
Grote coalities komen vooral voor in landen waar een combinatie is van 2 grote partijen met een systeem van evenredige vertegenwoordiging. De normale gang van zaken in een dergelijk systeem is dat een van de grote partijen met een of meer kleinere partijen een coalitie vormt, maar soms is dat moeilijk of onmogelijk, en wordt een grote coalitie gevormd. Redenen kunnen zijn:
- Bepaalde partijen (in het bijzonder extreemrechtse of extreemlinkse partijen) komen voor geen van de grote partijen in aanmerking als coalitiepartner; er kan zelfs sprake zijn van een cordon sanitaire. In een dergelijke situatie kan het zijn dat geen van de overblijvende 'blokken' een meerderheid kan vormen. Dit gebeurde bijvoorbeeld in de jaren 90 in Oostenrijk - omdat de FPÖ niet als regeerwaardig werd beschouwd, was er geen meerderheid te vormen anders dan een grote coalitie.
- Er zijn erg veel kleine partijen. Een 'normale' coalitie heeft dan erg veel partijen nodig om tot een meerderheid te komen. Dit leidde bijvoorbeeld in Israël tot grote coalities waarin zowel Likoed als de Arbeidspartij plaatsnamen.
- In bepaalde moeilijke tijden, in het bijzonder in het geval van oorlog, wil men een regering met een zo breed mogelijke parlementaire basis. Een dergelijk kabinet heet ook wel een regering van nationale eenheid. In Nederland was dit bijvoorbeeld het geval voor de Londense kabinetten, in België voor de regering-Van Acker I.
- Op sommige plaatsen is het de gewoonte dat regeringsposten ruwweg naar zetelaantal worden verdeeld, zonder specifiek te letten op politieke kleur. Dit gebeurt in Nederland in veel kleinere gemeenten voor het college van B&W; men spreekt dan over een afspiegelingscollege. Op nationaal niveau is dit het geval in Zwitserland.

## Duitsland:GroKo
In Duitsland verwijst een grote coalitie ("GroKo") naar een coalitie tussen de christendemocraten van CDU/CSU en de sociaaldemocraten van SPD. Er zijn vijf grote coalities geweest op federaal niveau sinds de Tweede Wereldoorlog: het kabinet-Kiesinger (1966-1969), het kabinet-Merkel I (2005-2009), het kabinet-Merkel III (2013-2018), het kabinet-Merkel IV (2018-2021) en het kabinet-Merz (vanaf 2025).
Als een grote coalitie niet de benodigde meerderheid behaalt, kan deze in Duitsland worden aangevuld met de liberale FDP, waardoor er een Duitslandcoalitie ontstaat. 
Als Bündnis 90/Die Grünen als derde coalitiepartij fungeert, spreekt men van een Kenia-coalitie.